# Joseph Bonafont
Joseph Bonafont dit Lo Pastorellet de la Vall d'Arles, né au Soler (Pyrénées-Orientales) en 1854 et mort en 1935 à Ille-sur-Têt, est un prêtre et poète français d'expression catalane. Très actif dans la Renaissance catalane littéraire, il est un des membres fondateurs de la Société d'études Catalanes.

## Biographie
Né tardivement au sein d'une famille d'ouvriers agricoles illettrés , Joseph Bonafont devient vicaire d'Arles-sur-Tech puis de la ville de Rivesaltes. En 1904 il devient curé d'Ille-sur-Têt et chanoine de Perpignan, fonctions qu'il occupe jusqu'à sa mort. 
Défenseur et pilier de la Renaissance catalane dans le Roussillon, il est l'auteur de la première anthologie de poésie catalane du Roussillon. Il est membre fondateur de la Société d'études catalanes en 1906 et son vice-président. En 1912, il est majoral du Félibrige. En 1921, il fonde la Revue historique et littéraire du diocèse de Perpignan. Il collabore aux revues du Roussillon, notamment dans la Revue Catalane.

## Œuvres
- (ca) Garbera catalana, Perpinyà, Imprempta de Carlós Latrobe, 1884 (lire en ligne).
- (ca) Antoni Jofre, Obras de Antoni Jofre. Las Bruxas de Carança, l'Escupinyada de Satanas, la Dona forte, etc., visuradas, annotadas y aumentadas per lo pastorellet de la vall d'Arles,..., Perpinyà, Imprempta de Carlós Latrobe, 1882 (lire en ligne).

- (ca) Ais y albades, Perpinya, Impr. J. Comet, 1914 (lire en ligne).
- (ca) Cant nuvial, Perpinya, Impremta Catalana, 1917.